# Neomammillaria trichacantha
Neomammillaria trichacantha là một loài thực vật có hoa trong họ Cactaceae. Loài này được (K. Schum.) Britton & Rose mô tả khoa học đầu tiên năm 1923.